# NSSDC ID
Az NSSDC ID (más néven COSPAR) a felbocsátott űreszközök nemzetközi jelölési rendszere.
Három részből áll:
- az első négy számjegy a felbocsátás éve (pl. 1964)
- három számjegy adja meg, hogy abban az évben ez hányadik felbocsátott űreszköz (pl. 065)
- legfeljebb három nagybetűt használnak az eszközön belüli részegységek további jelölésére (pl. A)

Példaként a Voszhod–1 nssdc id-ja: 1964-065A
A sikertelen felbocsátásoknak nem adnak ilyen azonosítót.

## Fordítás
- Ez a szócikk részben vagy egészben  az   International Designator című angol Wikipédia-szócikk fordításán alapul.  Az eredeti cikk szerkesztőit annak laptörténete sorolja fel. Ez a jelzés csupán a megfogalmazás eredetét és a szerzői jogokat jelzi, nem szolgál a cikkben szereplő információk forrásmegjelöléseként.

## Külső hivatkozások
(angolul):
- NSSDC Master Catalog
- NSSDC Master Catalog Spacecraft query
- NSSDC SPACEWARN Bulletin
- Space-Track
- US space objects registry
- UK space objects registry
- UN space objects registry
- Mirror of UN space objects registry with commentary by Jonathan McDowell of Jonathan's Space Report
- CelesTrak
- CelesTrak SATCAT search Archiválva 2008. február 15-i dátummal a Wayback Machine-ben
- N2YO
- Heavens-Above
- Gunter's Space Page